# Podlesiec (stacja kolejowa)
Podlesiec – stacja kolejowa w Podleścu, w województwie lubuskim.

## Ruch pasażerski
| Rok  | Wymiana pasażerska na dobę |
| ---- | -------------------------- |
| 2017 | 10-19                      |
| 2022 | 10-19                      |

## Połączenia
- Choszczno
- Krzyż
- Stargard
- Szczecin